# Gaston Ducatel
Gaston Ducatel, né et mort à une date inconnue, est un archer français.

## Carrière
Aux Championnats du monde de tir à l'arc 1931 à Lwów, Gaston Ducatel est médaillé d'or par équipes. Il est médaillé de bronze par équipes aux Championnats du monde de tir à l'arc 1933 à Londres
Il est l'un des cofondateurs de la Fédération internationale de tir à l'arc en 1931.